# Semiothisa ponentis
Semiothisa ponentis là một loài bướm đêm trong họ Geometridae.